# Cmentarz w Pawłowicach
Cmentarz Komunalny we Wrocławiu-Pawłowicach  - nekropolia o powierzchni 2,2 ha, zlokalizowana we Wrocławiu przy ul. Złocieniowej 29, w osiedlu Pawłowicach
Obszar cmentarza składa się z trzech części:
- dawnej, na której usytuowana jest kaplica cmentarna (część wschodnia)
- obecnie czynnej (część środkowa),
- obejmującej nowe tereny (część zachodnia).

Na terenie nowej części cmentarza znajduje się zabytkowe stanowisko archeologiczne z I – IV wieku n.e.
Dojazd komunikacją zbiorową:
- MPK Wrocław: Liniami 151 lub 936 do przystanku „Malwowa” (800 metrów);
- Koleje Dolnośląskie: Szynobusami kursującymi do Trzebnicy do stacji Wrocław Pawłowice (300 metrów).